# 茨城県高等学校一覧
| 総数                       | 125校・1分校     |
| 国立                       | 1校(高専)        |
| 公立                       | 94校・1分校      |
| 私立                       | 30校             |
| 教育委員会所在地           | 〒310-8588       |
| 茨城県水戸市笠原町978番地6 |                  |
| 公式サイト                 | 茨城県教育委員会 |

茨城県高等学校一覧（いばらきけんこうとうがっこういちらん）は、茨城県内に設置されている高等学校および中等教育学校（後期課程）の一覧である。
全日制課程の存在しない高等学校については、定時制は「○○高等学校｛定時制｝」通信制は「○○高等学校｛通信制｝」定時制・通信制共に存在する場合は、定時制表記で記載する。

## 国立高等専門学校

### ひたちなか市
- 茨城工業高等専門学校

## 県立高等学校および県立中等教育学校
茨城県は5つの学区に分かれていたが、2006年度の入試から「全県1学区制」となった。
5学区制当時も隣接学区への入学は可能で（ただし学区外入学者の人数制限があった）、中でも水戸市周辺を領域としていた第1学区は他の4学区全てと接していたため、第1学区内在住の受験生は全ての県立高校への入学が可能で、逆に第1学区内の県立高校は県内全学区から入学が可能であった。

### 水戸市
- 茨城県立水戸第一高等学校
- 茨城県立水戸第二高等学校
- 茨城県立水戸第三高等学校
- 茨城県立緑岡高等学校
- 茨城県立水戸工業高等学校
- 茨城県立水戸商業高等学校
- 茨城県立水戸桜ノ牧高等学校
- 茨城県立水戸南高等学校｛定時制｝

### 日立市
- 茨城県立日立第一高等学校
- 茨城県立日立第二高等学校
- 茨城県立日立工業高等学校
- 茨城県立日立商業高等学校
- 茨城県立日立北高等学校
- 茨城県立多賀高等学校

### 土浦市
- 茨城県立土浦第一高等学校
- 茨城県立土浦第二高等学校
- 茨城県立土浦第三高等学校
- 茨城県立土浦工業高等学校
- 茨城県立土浦湖北高等学校

### 古河市
- 茨城県立古河中等教育学校
- 茨城県立古河第一高等学校
- 茨城県立古河第二高等学校
- 茨城県立古河第三高等学校
- 茨城県立総和工業高等学校
- 茨城県立三和高等学校

### 石岡市
- 茨城県立石岡第一高等学校
- 茨城県立石岡第二高等学校
- 茨城県立石岡商業高等学校

### 結城市
- 茨城県立結城第一高等学校
- 茨城県立結城第二高等学校｛定時制｝
- 茨城県立鬼怒商業高等学校

### 龍ケ崎市
- 茨城県立竜ヶ崎第一高等学校
- 茨城県立竜ヶ崎第二高等学校
- 茨城県立竜ヶ崎南高等学校

### 下妻市
- 茨城県立下妻第一高等学校
- 茨城県立下妻第二高等学校

### 常総市
- 茨城県立水海道第一高等学校
- 茨城県立水海道第二高等学校
- 茨城県立石下紫峰高等学校

### 常陸太田市
- 茨城県立太田第一高等学校
- 茨城県立太田西山高等学校

### 高萩市
- 茨城県立高萩高等学校
- 茨城県立高萩清松高等学校

### 北茨城市
- 茨城県立磯原郷英高等学校

### 笠間市
- 茨城県立笠間高等学校
- 茨城県立IT未来高等学校｛定時制｝

### 取手市
- 茨城県立取手第一高等学校
- 茨城県立取手第二高等学校
- 茨城県立取手松陽高等学校
- 茨城県立藤代高等学校
- 茨城県立藤代紫水高等学校

### 牛久市
- 茨城県立牛久高等学校
- 茨城県立牛久栄進高等学校

### つくば市
- 茨城県立並木中等教育学校
- 茨城県立竹園高等学校
- 茨城県立筑波高等学校
- 茨城県立茎崎高等学校｛定時制｝
- 茨城県立つくば工科高等学校
- 茨城県立つくばサイエンス高等学校

### ひたちなか市
- 茨城県立勝田高等学校
- 茨城県立勝田工業高等学校
- 茨城県立佐和高等学校
- 茨城県立那珂湊高等学校
- 茨城県立海洋高等学校

### 鹿嶋市
- 茨城県立鹿島高等学校
- 茨城県立鹿島灘高等学校｛定時制｝

### 潮来市
- 茨城県立潮来高等学校

### 守谷市
- 茨城県立守谷高等学校

### 常陸大宮市
- 茨城県立常陸大宮高等学校
- 茨城県立小瀬高等学校

### 那珂市
- 茨城県立那珂高等学校
- 茨城県立水戸農業高等学校

### 筑西市
- 茨城県立下館第一高等学校
- 茨城県立下館第二高等学校
- 茨城県立下館工業高等学校
- 茨城県立明野高等学校

### 坂東市
- 茨城県立坂東清風高等学校

### 稲敷市
- 茨城県立江戸崎総合高等学校

### 桜川市
- 茨城県立岩瀬高等学校
- 茨城県立真壁高等学校

### 神栖市
- 茨城県立神栖高等学校
- 茨城県立波崎高等学校
- 茨城県立波崎柳川高等学校

### 行方市
- 茨城県立玉造工業高等学校
- 茨城県立麻生高等学校

### 鉾田市
- 茨城県立鉾田第一高等学校
- 茨城県立鉾田第二高等学校

### つくばみらい市
- 茨城県立伊奈高等学校

### 小美玉市
- 茨城県立中央高等学校

### 猿島郡

#### 境町
- 茨城県立境高等学校

### 東茨城郡

#### 茨城町
- 茨城県立茨城東高等学校

#### 大洗町
- 茨城県立大洗高等学校

#### 城里町
- 茨城県立水戸桜ノ牧高等学校常北校

### 那珂郡

#### 東海村
- 茨城県立東海高等学校

### 久慈郡

#### 大子町
- 茨城県立大子清流高等学校

### 結城郡

#### 八千代町
- 茨城県立八千代高等学校

## 私立高等学校および私立中等教育学校

### 水戸市
- 智学館中等教育学校（学校法人常磐大学）
- 茨城高等学校（学校法人茨城）
- 水城高等学校（学校法人水城高等学校）
- 大成女子高等学校（学校法人大成学園）
- 常磐大学高等学校（学校法人常磐大学）
- 水戸葵陵高等学校（学校法人田中学園）
- 水戸啓明高等学校（学校法人田中学園）
- 水戸女子高等学校（学校法人水戸女子商業学園）
- 水戸平成学園高等学校（学校法人栗村学園）｛通信制｝
- 飛鳥未来きぼう高等学校（学校法人三幸学園） {通信制}

### 日立市
- 茨城キリスト教学園高等学校（学校法人茨城キリスト教学園）
- 翔洋学園高等学校（学校法人翔洋学園）｛通信制｝
- 明秀学園日立高等学校（学校法人明秀学園）

### 土浦市
- 土浦日本大学中等教育学校（学校法人土浦日本大学学園）
- 常総学院高等学校（学校法人常総学院）
- つくば国際大学高等学校（学校法人霞ヶ浦学園）
- 土浦日本大学高等学校（学校法人土浦日本大学学園）

### 古河市
- 晃陽学園高等学校（学校法人晃陽学園）｛通信制｝

### 石岡市
- 青丘学院つくば高等学校（学校法人青丘）

### 龍ケ崎市
- 愛国学園大学附属龍ヶ崎高等学校（学校法人愛国学園）

### 笠間市
- 日本ウェルネス高等学校｛通信制｝

### 高萩市
- 第一学院高等学校（株式会社ウィザス）｛通信制｝

### 取手市
- 江戸川学園取手高等学校（学校法人江戸川学園）
- 聖徳大学附属取手聖徳女子高等学校（学校法人東京聖徳学園）

### 牛久市
- つくば開成高等学校（学校法人つくば開成学園）｛通信制｝
- 東洋大学附属牛久高等学校（学校法人東洋大学）

### つくば市
- 茗溪学園高等学校（学校法人茗溪学園）
- つくば秀英高等学校（学校法人温習塾）
- S高等学校（学校法人角川ドワンゴ学園）｛通信制｝

### 鹿嶋市
- 清真学園高等学校（学校法人清真学園）
- 鹿島学園高等学校（学校法人鹿島学園）

### かすみがうら市
- つくば国際大学東風高等学校（学校法人霞ヶ浦学園）

### つくばみらい市
- 開智望中等教育学校（学校法人開智学園）

### 桜川市
- 岩瀬日本大学高等学校（学校法人土浦日本大学学園）

### 稲敷郡

#### 阿見町
- 霞ヶ浦高等学校（学校法人霞ヶ浦高等学校）

### 久慈郡

#### 大子町
- ルネサンス高等学校（ルネサンス・アカデミー株式会社）｛通信制｝